# كوسافا
مجلس اتحادات جنوب أفريقيا لكرة القدم (بالفرنسية: Conseil des Associations de Football en Afrique Australe)‏؛ (بالبرتغالية: Conselho das Associações de Futebol da África Austral‏)، والمختصرة رسميًا باسم كوسافا (بالإنجليزية: COSAFA)‏، هي اتحاد للدول التي تلعب كرة القدم في أفريقيا الجنوبية. وهي تابعة للاتحاد الأفريقي لكرة القدم.
تنظم كوسافا عدة بطولات في منطقة أفريقيا الجنوبية، وأشهرها بطولة كأس كوسافا.

## اللجنة التنفيذية
شهدت الجمعية العمومية السنوية لعام 2008 انتخاب اللجنة التنفيذية الجديدة لكوسافا. كانت اللجنة في السابق تتألف من 14 عضوًا؛ تتكون اللجنة الجديدة الآن من سبعة أعضاء: الرئيس ونائب الرئيس وخمسة أعضاء، بالإضافة إلى مدير العمليات. انتخبت آخر لجنة في 17 ديسمبر 2016.
| البلد       | الاسم                  | الدور                            |
| الرئيس      | الرئيس                 | الرئيس                           |
| ----------- | ---------------------- | -------------------------------- |
| زيمبابوي    | فيليب تشيانغوا         | - رئيس اتحاد زيمبابوي لكرة القدم |
| نائب الرئيس |                        |                                  |
| ناميبيا     | فرانس مبيدي            | - رئيس اتحاد ناميبيا لكرة القدم  |
| الأعضاء     |                        |                                  |
| موزمبيق     | ألبرتو سيمانغا         | - رئيس اتحاد موزمبيق لكرة القدم  |
| زامبيا      | أندرو كامانغا          | - رئيس اتحاد زامبيا لكرة القدم   |
| أنغولا      | بيدرو نيتو             | - رئيس اتحاد أنغولا لكرة القدم   |
| موريشيوس    | سمير صبحه              | - رئيس اتحاد موريشيوس لكرة القدم |
| مالاوي      | والتر نياميلاندو ماندا | - رئيس اتحاد مالاوي لكرة القدم   |

مدة ولاية رئيس كوسافا خمس سنوات ونائب الرئيس أربع سنوات. حامل المكتب الآخر ثلاث سنوات.

## الاتحادات الأعضاء
جميع الاتحادات التي انضمت في عام 1997 كانت أعضاء مؤسسين لكوسافا. اتحاد جزر القمر هي الاتحاد الوحيد في كوسافا المنضم  إلى الاتحاد العربي لكرة القدم. الهيئة الحاكمة للا ريونيون، هي فقط عضو مشارك في كوسافا.
| الدولة       | سنة الانضمام | الهيئة الإدارية               |
| ------------ | ------------ | ----------------------------- |
| أنغولا       | 1997         | اتحاد أنغولا لكرة القدم       |
| إسواتيني     | 1997         | اتحاد إسواتيني لكرة القدم     |
| بوتسوانا     | 1997         | اتحاد بوتسوانا لكرة القدم     |
| تنزانيا      | 2019         | اتحاد تنزانيا لكرة القدم      |
| جزر القمر    | 2007         | اتحاد جزر القمر لكرة القدم    |
| جنوب إفريقيا | 1997         | اتحاد جنوب أفريقيا لكرة القدم |
| سيشل         | 2000         | اتحاد سيشل لكرة القدم         |
| زامبيا       | 1997         | اتحاد زامبيا لكرة القدم       |
| زيمبابوي     | 1997         | اتحاد زيمبابوي لكرة القدم     |
| ليسوتو       | 1997         | اتحاد ليسوتو لكرة القدم       |
| مالاوي       | 1997         | اتحاد مالاوي لكرة القدم       |
| مدغشقر       | 2000         | اتحاد مدغشقر لكرة القدم       |
| موريشيوس     | 2000         | اتحاد موريشيوس لكرة القدم     |
| موزمبيق      | 1997         | اتحاد موزمبيق لكرة القدم      |
| ناميبيا      | 1997         | اتحاد ناميبيا لكرة القدم      |

## مسابقات
تدير كوسافا العديد من البطولات التي تغطي الرجال والنساء والشباب.

### حاملو اللقب الحالي
| البطولة                         | السنة | البطل (حامل اللقب) | اللقب  | الوصيف   | النسخة القادمة |
| ------------------------------- | ----- | ------------------ | ------ | -------- | -------------- |
| كأس كوسافا                      | 2021  | زامبيا             | الخامس | بوتسوانا | 2022           |
| بطولة كوسافا تحت 20 سنة         | 2020  | موزمبيق            | الأول  | ناميبيا  | 2021           |
| كأس تحدي كوسافا تحت 17 سنة      | 2021  | أنغولا             | الأول  | زامبيا   | يحدد لاحقًا     |
| بطولة كوسافا للسيدات            | 2021  | جنوب إفريقيا       | السابع | بوتسوانا | 2022           |
| بطولة كوسافا للسيدات تحت 20 سنة | 2019  | تنزانيا            | الأول  | زامبيا   | 2021           |
| بطولة كوسافا للسيدات تحت 17 سنة | 2021  | زامبيا             | الأول  | بوتسوانا | يحدد لاحقًا     |

## الملاحظات
1. ↑  ألغي كأس كوسافا 2020 بسبب جائحة فيروس كورونا.[2]
2. ↑  دولة ضيف مدعوة.
3. ↑  ألغيت بطولة كوسافا للسيدات تحت 20 سنة 2020 بسبب جائحة فيروس كورونا.[3]

## وصلات خارجية
- الموقع الرسمي